# Sipmesjaure
Sipmesjaure är en sjö i Strömsunds kommun i Jämtland och ingår i Ångermanälvens huvudavrinningsområde. Sjön är 42 meter djup, har en yta på 3,83 kvadratkilometer och befinner sig 697,2 meter över havet.

## Delavrinningsområde
Sipmesjaure ingår i det delavrinningsområde (718161-143557) som SMHI kallar för Utloppet av Sipmesjaure. Medelhöjden är 835 meter över havet och ytan är 21,97 kvadratkilometer. Räknas de 2 avrinningsområdena uppströms in blir den ackumulerade arean 22,73 kvadratkilometer. Vattendraget som avvattnar avrinningsområdet har biflödesordning 3, vilket innebär att vattnet flödar genom totalt 3 vattendrag innan det når havet efter 353 kilometer. Avrinningsområdet består mestadels av kalfjäll (74 procent). Avrinningsområdet har 3,87 kvadratkilometer vattenytor vilket ger det en sjöprocent på 17,6 procent.